# ヘルキニア (小惑星)
ヘルキニア (458 Hercynia) は小惑星帯に位置する小惑星。1900年9月21日、マックス・ヴォルフとアルノルト・シュヴァスマンがハイデルベルクで発見した。
古代ローマの頃、現在のドイツ付近に広がっていた森林地帯に因んで名づけられた。